# دستگاه ذخیره‌سازی داده

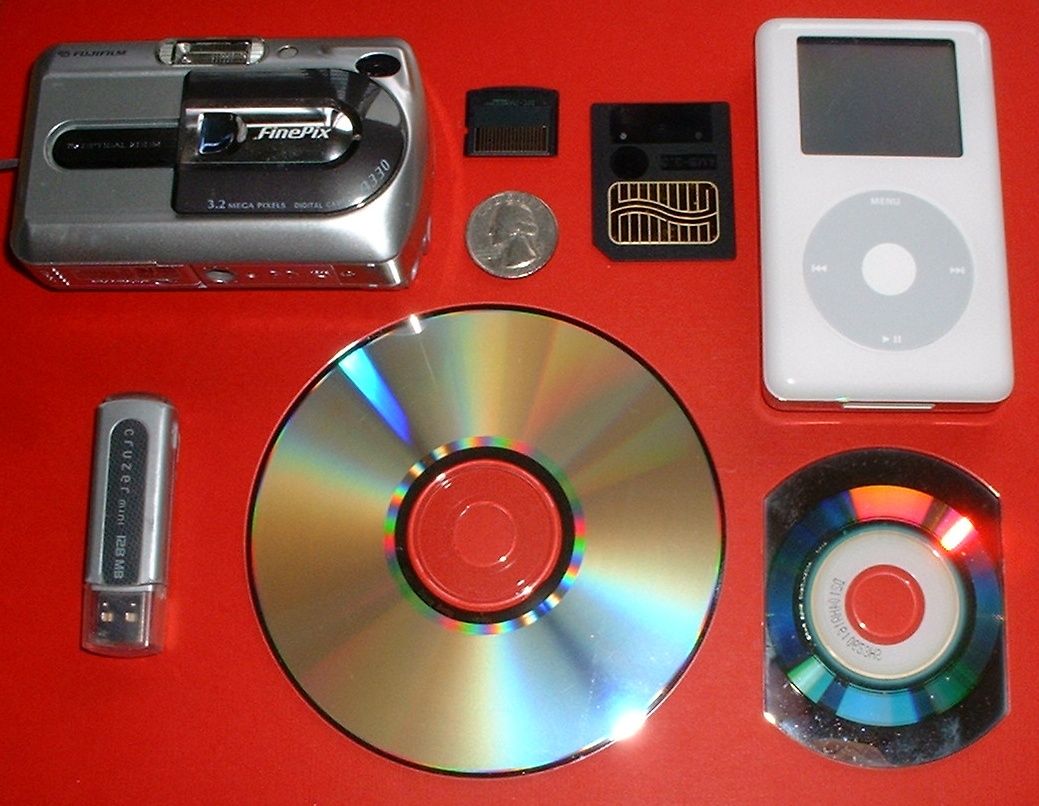
بسیاری از دستگاه‌های مختلف الکترونیکی مصرفی می‌توانند اطلاعات را ذخیره کنند.

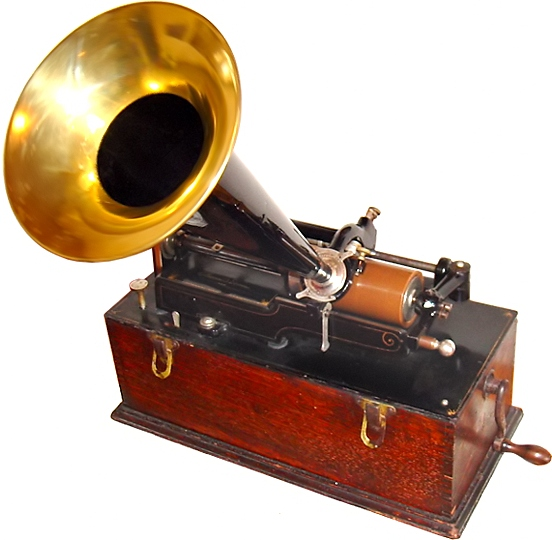
استوانه گرامافون مربوط به ادیسون حدود سال ۱۸۹۹. استوانه گرامافون یک ابزار ذخیره‌سازی اطلاعات است.

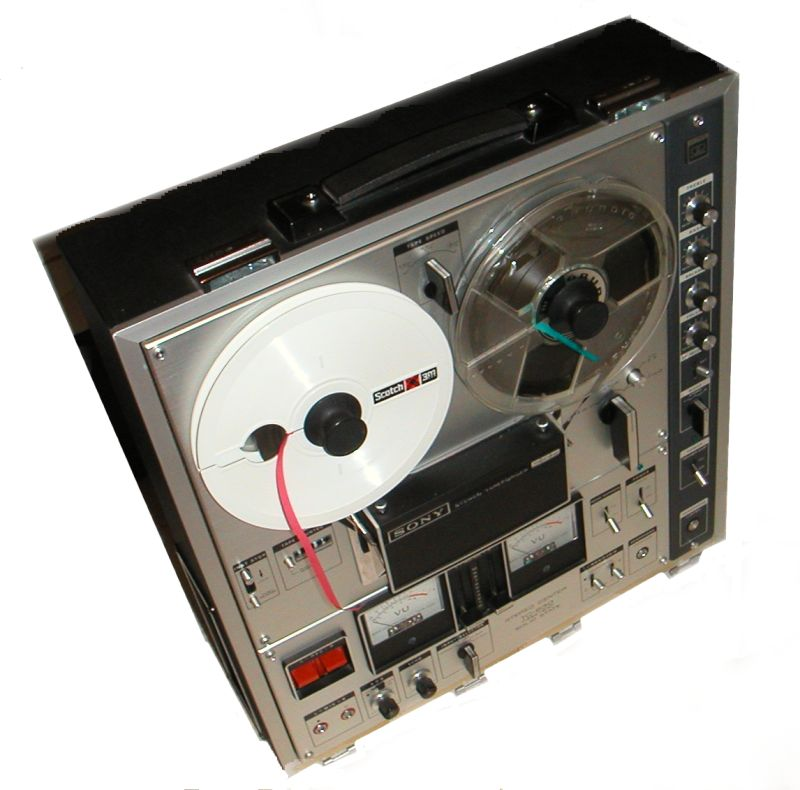
یک دستگاه ضبط صوت حلقه‌ای (سونی TC-630). ضبط صوت تجهیزات ذخیره‌سازی داده‌هاست و نوار مغناطیسی یک ابزار ذخیره‌سازی رسانه است.

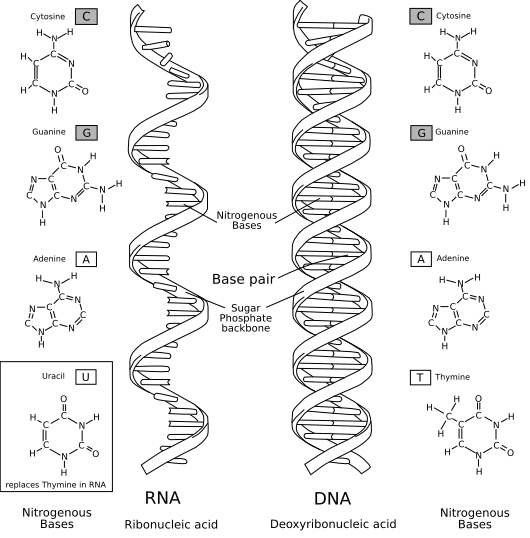
RNA ممکن است قدیمی‌ترین ابزار ذخیره‌سازی اطلاعات باشد.

یک دستگاه ذخیره‌سازی داده‌ها دستگاهی برای ضبط کردن (ذخیره‌کردن) اطلاعات (داده‌ها) است. ضبط کردن تقریباً می‌تواند با هر شکلی از انرژی انجام شود؛ از انرژی ماهیچه‌ها در دست‌خط تا لرزش‌های صوتی در دستگاه ضبط صوت و انرژی الکترومغناطیسی برای نوارهای مغناطیسی و لوح‌های نوری.
یک دستگاه ذخیره‌سازی ممکن است حاوی اطلاعات، روند پردازش اطلاعات یا هر دو باشد. دستگاهی که فقط اطلاعات را نگه‌داری می‌کند، ضبط رسانه نام دارد. دستگاه‌هایی که پردازش اطلاعات می‌کنند (تجهیزات ذخیره‌سازی اطلاعات)، ممکن است ممکن است قسمت ذخیره‌سازی قابل حمل داشته باشند یا دارای یک جزء دائمی برای ذخیره و بازیابی داده‌ها باشند.
ابزار ذخیره‌سازی الکترونیکی برای ذخیره‌سازی و بازیابی اطلاعات به انرژی الکتریکی نیازمند است. داده‌های الکترومغناطیس ممکن است حاوی فرمت داده آنالوگ یا داده دیجیتال در همهٔ رسانه‌ها باشد. این نوع اطلاعات به عنوان داده‌های قابل خواندن برای ماشین در نظر گرفته می‌شوند؛ که به صورت الکترونیکی در یک دستگاه نیمه رسانا ذخیره می‌شوند. بیشتر رسانه‌های ذخیره و پردازش‌شده الکترونیکی (از جمله برخی از شکل‌های ذخیره‌سازی داده رایانه) به عنوان فضای ذخیره‌سازی ثابت (حافظه غیرفرار) در نظر گرفته می‌شوند، که یعنی داده‌ها در زمانی که تغذیه از دستگاه جدا شده‌است، باقی می‌مانند. به‌طور مخالف، بیشتر اطلاعات پردازش‌شده در بسیاری از انواع مدارهای مجتمع نیمه‌رسانا (تراشه‌های رایانه‌ای) حافظه فرار هستند؛ یعنی در صورت نبود تغذیه از بین می‌روند.
به جز داده‌های بارکدها، نویسه‌خوان نوری (OCR)، و تشخیص کاراکتر جوهر مغناطیسی (MICR)، ابزار ذخیره‌سازی داده الکترونیکی برای بازیابی ساده‌تر هستند و ممکن است مقرون‌به‌صرفه‌تر از روش‌های جایگزین با توجه به اشغال فضای کم‌تر و سهولت بازنویسی در همان رسانه باشند.

## ظرفیت جهانی، دیجیتال‌سازی و روند
در مطالعات اخیر در ساینس تخمین‌زده شده‌است که ظرفیت تکنولوژیکی جهان برای دستگاه‌های ذخیره‌سازی اطلاعات آنالوگ و دیجیتال از کمتر از ۳ اگزابایت (فشرده‌شده به‌طور بهینه) در سال ۱۹۸۶، به ۲۵۶ اگزابایت (فشرده‌شده به‌طور بهینه) در سال ۲۰۰۷ رسیده‌است، و تقریباً هر سه سال یکبار دوبرابر می‌شود.
تخمین‌زده شده‌است که سال ۲۰۰۲ به عنوان شروع عصر دیجیتال برای ذخیره‌سازی اطلاعات نشان‌گذاری شده‌است، به این دلیل که زمانی است که انسان شروع به ذخیره‌سازی بیشتر اطلاعات به صورت دیجیتال تا به صورت آنالوگ کرد.